# سن خوزه د لا مونتانا
سن خوزه د لا مونتانا (انگلیسی: San José de la Montaña) نام یک منطقه مسکونی در کلمبیا است.